# Östra Laxtjärnen, Värmland
Östra Laxtjärnen är en sjö i Arvika kommun i Värmland och ingår i Göta älvs huvudavrinningsområde. Sjöns area är 0,018 kvadratkilometer och den befinner sig 225 meter över havet.